# أمفيلوكيا (أيتوليا كي أكارنانيا)
أمفيلوكيا (Αμφιλοχία) هي مدينة في أيتوليا كي أكارنانيا في مقاطعة كينتريكي إلادا في اليونان.
يبلغ عدد سكانها حوالي 3835 نسمة.